# Aleksej Botvinjev
Aleksej Vladimirovitsj Botvinjev (Russisch: Алексей Владимирович Ботвиньев) (Kolomna, 25 juni 1981) is een Russisch doelman in het betaald voetbal.
Hij begon in zijn jeugd bij FK Kolomna en toen hij volwassenen werd deed hij in het seizoen 98/99 mee voor FK Kolomna. In 2000 ging hij naar FK Sjachtar-2 Donetsk en bleef daar vijf jaar. In 2007 ging hij naar FK Saturn en werd in 2009 aan FK Koeban Krasnodar uitgeleend. In 2010 werd hij door FK Saturn aan FK Krasnodar uitgeleend. In het seizoen 2011/12 speelde hij voor Tom Tomsk. In 2013 speelde hij nog bij FK Kolomna, waar hij ook was begon.